# Сагино Тауншип Норт (Мичиген)
Сагано Тауншип Норт (енгл. Saginaw Township North) град је у америчкој савезној држави Мичиген.

## Демографија
По попису из 2000. године број становника је 24.994.
| Група             | 2000.          | 2010.    |
| Белци             | 21.501 (86,0%) | 0 (0,0%) |
| Афроамериканци    | 1.338 (5,4%)   | 0 (0,0%) |
| Азијати           | 771 (3,1%)     | 0 (0,0%) |
| Хиспаноамериканци | 1.023 (4,1%)   | 0 (0,0%) |
| Укупно            | 24.994         | 0        |